# Earophila
Earophila es un género de polilla de la familia Geometridae. El género fue descrito por primera vez por Carl von Gumppenberg en 1887 y se puede encontrar distribuido en Europa, partes de América del Norte y Asia, en particular Rusia. La especie tipo de Earophila, por monotipia, es E. badiata de Europa.
Todas las especies del género Earophila tienen un patrón de alas bastante similar y difieren ligeramente entre sí en la estructura del aparato genital, lo que dificulta su determinación. Tiene sinapomorfia con los géneros Anticlea. Mesoleuca y Pelurga a nivel de elemntos genitales. La base de datos Global Biodiversity Information Facility coloca al género Earophila como sinonimia de Anticlea.

## Especies
- Earophila alpestris Neuberger, 1904
- Earophila approximata Lempke, 1950
- Earophila badiata
  - Earophila badiata badiata (Denis & Schiffermüller, 1775)
  - Earophila badiata fennokarelica (Kaisila, 1945)
- Earophila badiiplaga D. S. Fletcher, 1953
- Earophila chillanensis Butler, 1882
- Earophila costiconfluens Silbernagel, 1940
- Earophila crepusculata D. S. Fletcher, 1953
- Earophila defasciata Lempke, 1950
- Earophila impuncta Lempke, 1950
- Earophila niveifascia Hulst, 1902
- Earophila niveifasciata Hulst, 1900
- Earophila obscurata Lempke, 1950
- Earophila planicolor Lempke, 1950
- Earophila rectifasciaria Lamb, 1909
- Earophila switzeraria Wright, 1916
- Earophila vasiliata Guenée, 1858